# Meer van Köyceğiz
Het Meer van Köyceğiz in de provincie Muğla is met zijn grootte van 52 km² een van de grootste kustmeren van Turkije. Het draagt de naam van het stadje Köyceğiz op de noordoever, de belangrijkste stad in het district Köyceğiz.

## Typering
Het meer wordt gevoed door de Namnamrivier, de Yuvarlakçay en een aantal bergbeken. Het water van bergstromen, smeltwater en zoetwaterbronnen, mengt er zich met warm zwavelhoudend water dat vrijkomt uit een breuk in de bodem en licht brak, maar zuurstofrijk water dat met opkomend tij rivieropwaarts stroomt. De diepte van het meer varieert van 20 tot 60 meter. Het meer is rijk aan vis.
Ten noordoosten en zuidoosten van het Meer van Köyceğiz bevinden zich laagvlakten, terwijl het meer in andere delen omringd wordt door heuvels. De hoogste hiervan zijn de Ölemez (937 meter) in het zuidwesten, en de Bozburun Tepesi (556 meter) in het zuiden. In het meer liggen vijf onbewoonde eilanden. Een ervan is Hapishane Adası, het Gevangeniseiland. Aanvankelijk werd dit eiland voor militaire doeleinden gebruikt, maar later werd er een gevangenis neergezet. Inmiddels is deze niet meer in gebruik en is het eiland verlaten.

## Geologie
Het meer werd ca. 7500 jaar geleden gevormd toen het hele oostelijke deel van het Middellandse Zeegebied door aardbevingen getroffen werd. Aan de zuidzijde van het Meer van Köyceğiz loopt van het noordwesten naar het zuidoosten een breuklijn, waaraan verscheidene zwavelhoudende warmwaterbronnen liggen, onder andere bij het kuuroord van Sultaniye .

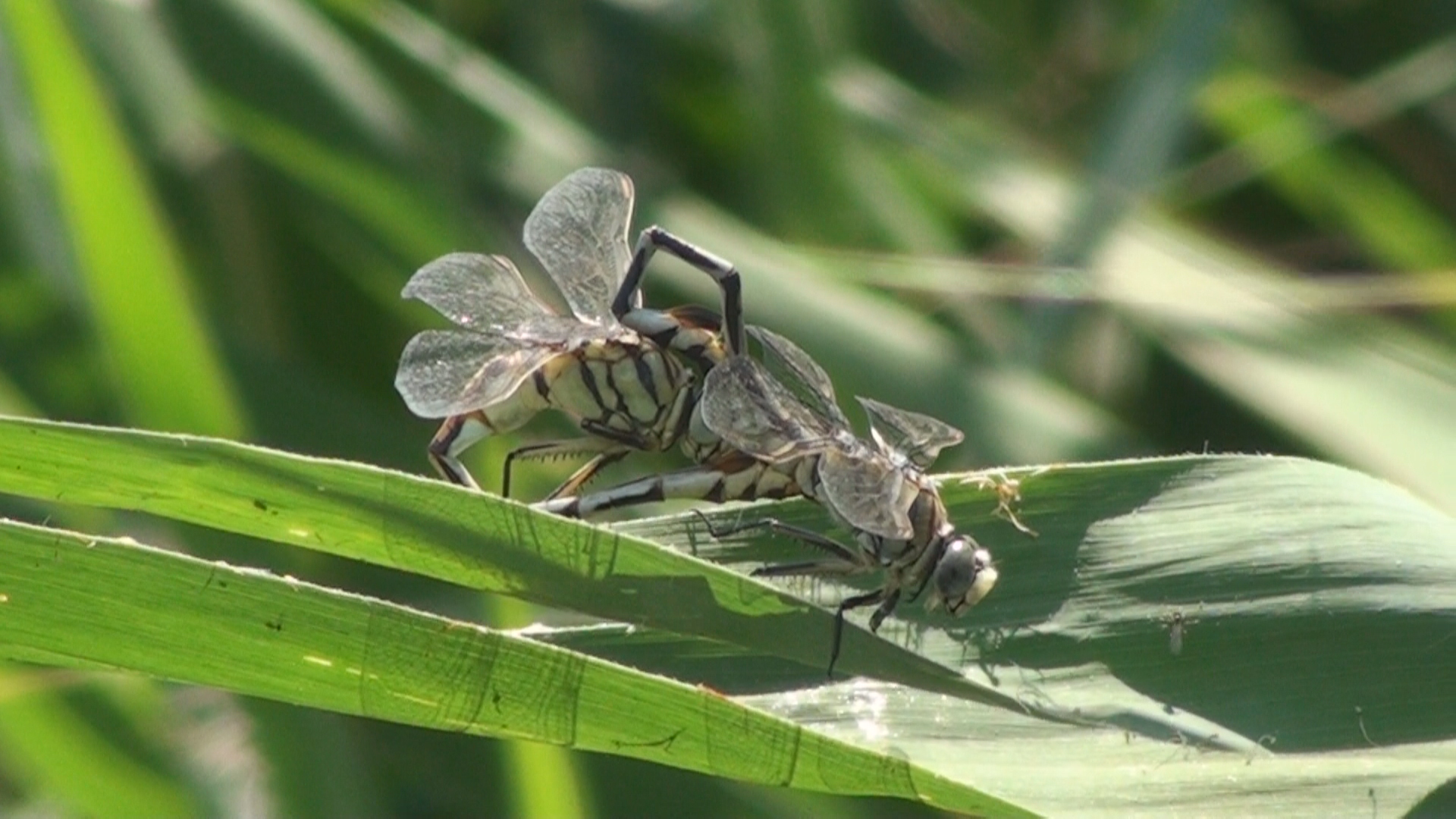
Libellen in het riet

## Natuurbeschermingsgebied
Het meer heeft zich ontwikkeld tot een gebied van groot ecologisch belang. Samen met de aangrenzende gebieden en het stroomgebied van de Dalyanrivier maakt het deel uit van Natuurbeschermingsgebied Köyceğiz-Dalyan. Aan de oever noordelijk van Sultaniye, ten noordwesten van Hamitköy, bij Köyceğiz, bij Kavakarası en bij Tepearası vindt men nog aanzienlijke moerasbossen met endemische Oosterse amberbomen. De soort komt met name voor in de provincie Muğla, bij Marmaris en in Natuurbeschermingsgebied Köyceğiz-Dalyan.
De kleine draslanden rondom het meer zijn uit ornithologisch oogpunt interessant. Het gebied trekt daarom veel vogelliefhebbers. Men vindt er onder meer de buidelmees, de karekiet en de kwak. Ook vanwege zijn reptielen (schildpadden, slangen) en insecten (met name libellen en waterjuffers), is het gebied in trek bij natuurliefhebbers.
Het Meer van Köyceğiz vloeit via de Dalyanrivier naar een delta met rietlanden. De delta is een waar labyrint van vaargeulen. Bij het İztuzu-strand, nestelplaats van de beschermde onechte karetschildpad (Caretta caretta) stroomt de rivier uit in de Middellandse Zee.